# Amphithopsis depressa
Amphithopsis depressa är en kräftdjursart. Amphithopsis depressa ingår i släktet Amphithopsis och familjen Calliopiidae. Inga underarter finns listade i Catalogue of Life.